# 미국의 계약법
미국의 계약법(Law of Contracts)은 당사자간의 채권, 채무관계의 성립, 변경과 소멸에 관한 법률관계를 규정하는 법이다. 보통법 체계를 대표하는 법으로 수많은 법원판례를 근간으로 구성되어 있다. 미국 독립전 영국의 보통법체계를 이어받아 독자적으로 발전하였다. 미국의 로스쿨 1학년때 배우는 필수 법학 과목이다. 미국 계약법에서 다루는 범위는 대체로 한국의 민법체계로 보면 민법총칙론 부분에서의 법률행위(대리는 제외), 채권총론 및 계약총론에 해당한다. 한편, 계약법에 인접하는 분야로는 "원상회복법"(restitution)이 있는데, 이는 한국의 민법체계로 보면 사무관리·부당이득의 문제에 해당하는 것으로 볼 수 있다.

## 계약의 의의

### 정의
미국 등 보통법 법계에서는 계약을 기능적 측면으로 정의하여 “계약은 법적으로 강제되는 당사자 간의 약속이나 합의를 말한다.” 여기에서 “약속이나 합의”는 적어도 두 당사자, 즉 약속자와 수락자의 존재를 필요로 하며, 약속에 포함되는 보증 또는 의사의 표명에 관한 공통의 목적 및 기대의 외적인 의사표시를 필요로 한다. 또한 약속은 단순한 의도의 진술만으로는 부족하며, 약속에는 약속자가 수락자에 대하여 의무를 부담한다는 의사가 포함되어 있어야 한다. “법적으로 강제할 수 있음”은 계약의 일방 당사자가 합의내용을 이행하지 않을 경우, 타방 당사자의 청구에 따라 법원에 따라 법에 따른 제재가 가해짐을 의미한다. 이것을 뒷받침하는 것이 약인이다.
계약법 리스테이트먼트에서는 “계약이라 함은 1개 또는 1조(組)의 약속으로서 그것에 위반하는 것에 대하여 법이 구제하여 주거나 또는 어떠한 형태로든 그 이행을 의무로서 인정하는 것”으로 정의하고 있다.(제1조) 1개의 약속인 경우를 일방계약(unilateral contract), 1조(組)의 약속인 경우를 쌍방계약(bilateral contract)이라 한다. 대부분의 경우 계약은 당사자 쌍방이 서로 약속을 하는 한 조의 약속으로 구성되어 있다. 예컨대 A-B 사이의 토지매매계약은 쌍방계약으로서 A가 자신의 토지를 1만 달러에 팔겠다는 약속과 B가 그 토지를 같은 가격에 사겠다는 약속으로 구성되어 있다.
리스테이트먼트 제2조에 의하면 “약속이란 특정한 방식으로 행위하거나 행위하지 않겠다는 취지의 의사표시로서, 그 결과 어떤 언질이 이루어졌다고 수약자가 이해하는 것이 정당한 것”을 말한다. 그리고 이러한 의사표시를 하는 자가 약속자(promissor)이며 그 상대방이 수약자(promisee)다. 우선 위의 정의로부터 알 수 있는 것처럼 계약은 약속(promise)이다. 약속은 상대방에게 장래의 작위나 부작위에 관한 이행의 문제를 남기어 주는 것이다. 그렇기 때문에 만일 약속의 요소가 없다면 계약이라고 할 수 없게 된다. 따라서 현실매매나 즉시의 물물교환은 이러한 약속을 포함하고 있지 않기 때문에 적어도 미국 계약법상으로는 계약이 아니다.
미국통일상법전에 있어서 계약이라 함은 “당사자 간의 합의로부터 파생하는 계약법 및 그밖에 적용되어야 할 일체의 법규범에 의하여 법적 의미를 부여받은 권리의무의 총체”라고 한다. 미국의 헌법 중의 이른바 계약조항(contract clause)에 있어서의 계약은 “통상의 의미의 계약뿐만 아니라 계약 본래의 성질을 가지고 신의에 기하는 상호적 채무를 포함하는 모든 증서, 조례, 법률 등 일체의 것까지도 의미한다”. 계약이란 보통 서면인 경우를 말하지만 구두 계약 역시 포함한다. 어떤 계약은 사기 방지법(Statute of Frauds)에 따라 반드시 서면으로 해야한다.

### 법원
계약법의 법원은 보통법이며 법원의 판결에 의해 형성된 법이다. 의회가 제정한 성문법은 보통법상의 계약법 내용이 명확하지 아니한 부분을 명료하게 규정하거나, 그 동안 보통법으로 규율되지 아니하였던 새로운 부분을 규율하는 등 보통법상의 계약법을 보완하기 위하여 제정되는 것이 일반적이다. 계약법 분야에서의 대표적인 성문법으로서는 미국통일상법전을 들 수 있다. 미국통일상법전 2장은 특정 상품에 대한 상법상 계약을 규율하는 제정법으로서 계약법에 대한 특별법으로서의 성격을 갖는다.

## 계약의 성립
보통법 체계에서는 계약을 구성하는 다섯 가지 요소가 있다. 청약(offer), 승낙(acceptance 또는 agreement), 약인(consideration), 법적 자격(capacity) 그리고 법적 절차(formalities)가 바로 그것이다.

### 청약과 승낙
청약(offer)이란 어떤 거래를 하고자 하는 구체적인 의사표시이다. 승낙(acceptance)은 청약자가 기대하거나 요구하는대로 청약을 받아들이는 행위이다. 다양한 법률원칙이 있는데 경상의 원칙 우편함의 법칙 등이다.

### 약인
약인(約因, consideration)이라 함은 청약자와 승낙자가 계약을 체결함에 있어 서로 주고받는 것(give and take) —달리 표현하면, 거래상의 손실 —이 원칙적으로 존재하여야 한다는 것을 말한다. 캘리포니아 주의 민법전(Civil code) 제1150조에는 “계약의 존속을 위해서는 필수적으로 충분한 원인(cause)이나 consideration이 있어야 한다”고 명시하고 있다.

## 계약 기간
캘리포니아 주의 노동법전 §2855 조항은 ‘7년 규정’으로 잘 알려져 있는데, 이는 어떤 누구라도 개인적인 서비스에 대하여 계약을 체결할 때 그 계약기간을 최대 7년까지로 제한한다는 것이다. 이 7년 규정은 ‘De Havilland law’라고도 알려져 있다. 이는 1945년 캘리포니아 법정에서 판결된 Olivia de Havilland가 워너 브라더스 스튜디오를 상대로 한 소송에서 스튜디오 계약이 7년 이상으로 확장되지 못하도록 승소를 얻어냈기 때문이다.

### 법적 절차
예컨대 A의 토지를 1000달러에 B에게 매도하는 A-B 사이의 합의는 만약 그것이 구두(oral)로만 이루어졌다면 사기방지법에 의해 강제력이 인정되지 않는다(unenforceable). 달리 말하면 계약위반에 대해서 직접적인 구제수단이 인정되지 않는다. 그리고 만약 B가 이미 매매대금을 지급하였는데 A가 토지의 양도를 거절한다연 B는 그 금액만큼을 부당이득으로서 반환청구할 수 있다. 그러나 A가 자발적으로 토지를 양도하겠다고 한다면 B는 부당이득 반환청구를 할 수 없다. 따라서 사기방지법에 의해 강제력이 인정되지 않는 합의의 경우에도 이와 같이 양도의무가 간접적으로나마 인정되기 때문에 그 합의는 계약이라고 할 수 있다.

## 계약위반의 구제수단
미국 계약법상 약속위반의 경우에 법이 수약자(Promisee)에게 부여하는 직접적인 구제수단으로는 손해배상(damages), 부당이득반환(restitution), 특정이행(specific Performance)등이 있다.

## 각 주별(州別) 계약법

### 캘리포니아주
캘리포니아 주는 다른 대다수의 주들과 달리, 계약법이 민법전(Civil Code) 내에 자세히 규정되어 있다. (심지어, 약인의 정의와 같은 세부 사항도 포함되어 있다.) 그러나, 캘리포니아주 법원들은 계약법 리스테이트먼트 제2판도 재판에서 인용한다. 또한 캘리포니아주에서는 경쟁금지 조항은 몇가지 사소한 예외들을 제외하고는, 원칙적으로 위법하다.

## 관련 문헌
- 명순구 편저, 편집. (2004년 8월 27일). 《쉽게 익히는 미국계약법입문》 초판. 서울: 법문사. ISBN 89-18-01083-4.
- 김선국, 미국계약법연구서설, 財産法硏究 第23卷 第3號, 2007. 2.
- 가정준, 미국계약법의 구조와 이해, 財産法硏究 第23卷 第3號, 2007. 2.

## 참고 문헌
- 나종갑, 영미법상 consideration 법리와 계약의 쌍무성, 財産法硏究 第23卷 第3號, 47~77쪽 (총31쪽) 2007.2.

## 같이 보기
- 국제거래법